# Projecció escalar

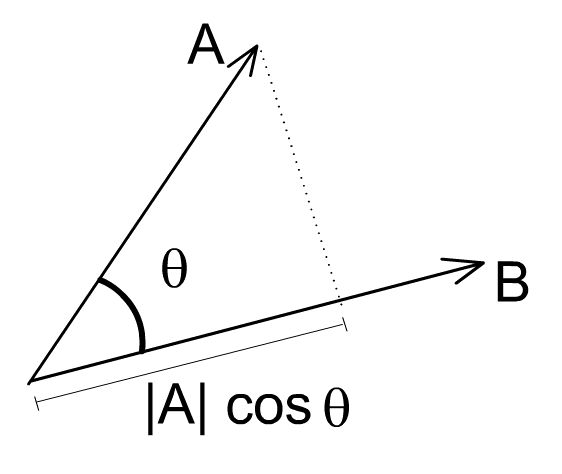
•cos(θ) és la projecció escalar de sobre

La projecció escalar d'un vector {\displaystyle {\vec {A}}} en la direcció d'un altre vector {\displaystyle {\vec {B}}} és un escalar definit per:
{\displaystyle {\vec {A}}\cdot {\hat {b}}=|{\vec {A}}|\cos \theta }
on {\displaystyle \theta } és l'angle entre els vectors {\displaystyle {\vec {A}}} i {\displaystyle {\vec {B}}}, i {\displaystyle {\hat {b}}} és el vector unitari en la direcció de {\displaystyle {\vec {B}}}.
Geomètricament la projecció escalar és la longitud de la projecció ortogonal del vector {\displaystyle {\vec {A}}} en la direcció de {\displaystyle {\vec {B}}}.